# パブロ・ピカソ

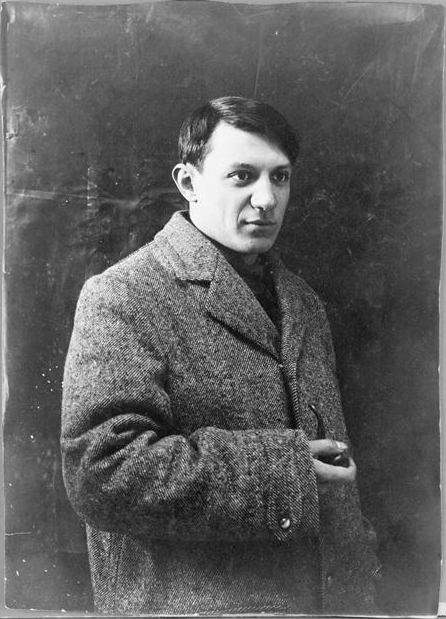
ピカソ（1908年）

パブロ・ピカソ（Pablo Ruiz Picasso, 1881年10月25日 - 1973年4月8日）は、スペイン・マラガ生まれの、フランスで制作活動をおこなった画家である。

## 生涯

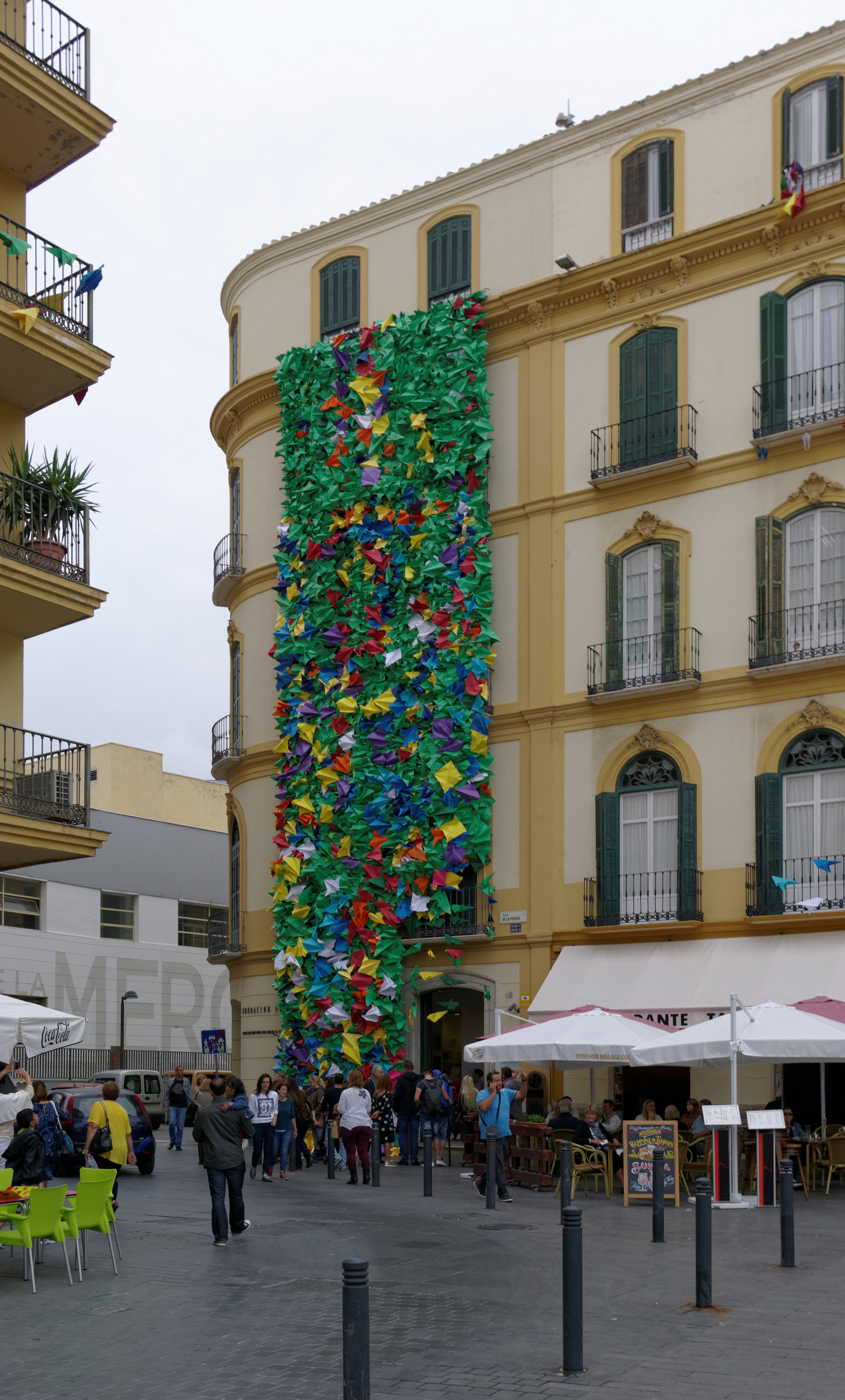
ピカソの生まれたマラガの家

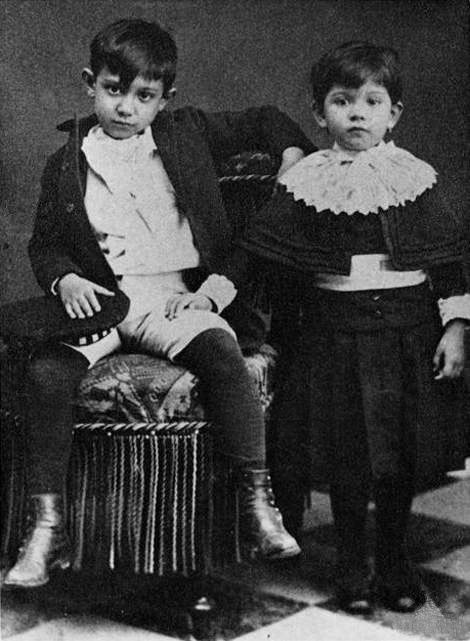
ピカソと妹のローラ、1889年

### 生い立ち
パブロ・ルイス・ピカソは、1881年10月25日の23時15分に、スペイン南部アンダルシア地方のマラガ市で生まれた。本名は、パブロ・ディエゴ・ホセ・フランシスコ・デ・パウラ・ホアン・ネポムセーノ･マリーア・デ・ロス・レメディオス・クリスピン・クリスピアーノ・デ・ラ・サンディシマ・トリニダード･ルイス・イ・ピカソという。父ホセ・ルイス・イ・ブラスコ（1838年-1913年）と母マリア・ピカソ・ロペス（1855–1938）との間に長男として生まれた。
父ホセ・ルイスは、美術教師、修復家、美術館学芸員長、画家だった。1880年にマリアと結婚している。幼いころからピカソは絵を描く才能を発揮し、8歳で初めて油彩を描いている。ピカソは子供の頃から美術の英才教育を受けた。
1891年、ガリシア地方ラ・コルーニャに移住。父のホセ・ルイスは、同市ダ・グワルダ工芸学校美術教師、地域の美術館の学芸員に赴任した。

### 美術学校へ
1892年、ラ・コルーニャの美術学校に入学。1894年、父、ホセ・ルイスは絵の道具を息子に譲り自らが描くことをやめる。一説に自分を凌駕している息子の才能への賞賛が原因とされる。
1895年、バルセロナに移住、美術学校に入学。ひと月の猶予のある入学製作を1日あるいは1週間で完成させる。初期の作品は、バルセロナの小路ラ・プラタ通りのアトリエで描かれた。
1897年、父の指導のもとで描いた古典的な様式の『科学と慈愛』が、マドリードで開かれた国立美術展で入選する。佳作を受賞し、約2週間展示される。後にマラガの地方展で金賞を受賞。同年秋、マドリードの王立サン・フェルナンド美術アカデミーに入学。だが、マドリードでも授業内容は今までと同じ古典的な内容で、新しいことや当時の流行を学ぶことができず、王立アカデミーの体制に失望する。プラド美術館に通い、ベラスケスらの名画の模写をすることで絵画の道を求めていった。
1898年、春に猩紅熱にかかりオルタ・デ・エブロ(現在のオルタデサンジョアン)で療養。6月、王立サン・フェルナンド美術アカデミーを中退する。

### 成人後
1899年、バルセロナに戻る。バルセロナにある「四匹の猫」というカフェに通い、芸術家たちと交わりながら絵を描く。簡素ではあるが、このときに自身初の個展を開催する。ラ・バングアルディア紙で好意的に批評され、ピカソに注目が集まり始めた。バルセロナ画壇の大御所、ラモン・カザスに代わり、メニューの表紙イラストを手がけることになる。
1900年、2月1日、再びピカソの個展が開催され、アール・ヌーヴォーの影響を受けた線画が約150点が展示された。カサヘマス、パリャーレスとともにパリを初訪問。その後バルセロナとパリの間を何度か行き来する。
1901年、雑誌「若い芸術」の編集に関わる。6月、パリで個展を開く。「青の時代」の始まり。
1902年画廊であるサラ・パレースでカザスとの二人展を開催する。10月、パリで、マックス・ジャコブと共に住む。
1904年4月、詩人のマックス・ジャコブによって〈洗濯船〉と名付けられたモンマルトルの建物に部屋を借り、パリに腰を据える。　
1905年、「ばら色の時代（Picasso's Rose Period）」または「桃色の時代」が始まる（～1906年）。ガートルード兄妹のパトロンを見つける。
1907年、『アビニヨンの娘たち』製作。
1909年、フェルナンド・オリヴィエとともにパリからバルセロナへ向かい、家族や友人と再会したのちオルタ・デ・エブロへ向かう。6月初旬から9月までのオルタ滞在中、ピカソは風景や静物、そしてフェルナンドをはじめとする人物をモデルに作品を制作した。
1911年9月、ルーヴル美術館からレオナルド・ダ・ヴィンチの名画『モナ・リザ』が盗まれ、容疑者の1人として逮捕された（ただし1週間で釈放された）。
1912年、モンパルナスへ移る。
1913年、父ホセ・ルイス・ブラスコ死去。
1916年、パリ郊外モンルージュに移り、翌年の1917年、バレエ団バレエ・リュスの『パラード』の装置、衣装を製作。

### 結婚後
1918年1月、オルガ・コクローヴァと結婚。パリ8区ラ・ボエシー (Rue La Boétie) に移る。
1919年5月、ロンドンで『三角帽子』の装置、衣装を製作。
1920年、『プルチネルラ』の衣装を製作。新古典主義時代。
1922年、コクトーの『アンティゴーヌ』の装置、衣装を担当。
1924年、バレエ『メルキュール』（ディアギレフ）の装置、衣装を製作。
1928年、彫刻に専心。
1930年、『ピカソ夫人像』がカーネギー賞を受賞。
1931年、『変身譚』の挿絵を制作。
1932年、マリ・テレーズ・ヴァルテルと共同生活を始める。
1934年、スペインへ旅行、『闘牛』連作を描く。
1935年、詩作。
1936年、人民戦線政府の依頼によりプラド美術館長に就任。パリ6区グラン＝ゾーギュスタン河岸 (Quai des Grands-Augustins) 7番地に居住（1955年まで）。
1937年、『フランコの夢と嘘』（エッチング）出版、『ゲルニカ』製作。
1939年、ニューヨーク近代美術館で個展、『アンティーブの夜漁』を描く。
1940年、ナチス・ドイツ占領下のパリへ帰る。連合軍により解放されるまでパリを離れることができなくなった。
1941年、戯曲『尻尾をつかまれた欲望』を書く。
1944年、パリ解放後最初のサロン・ドートンヌに戦争中に製作した80点の作品を特別展示。フランス共産党入党。フランス共産党員となったが、イデオロギーにとらわれることには否定的だった。
1945年、ロンドン、ブリュッセルで個展。
1946年、フランソワーズ・ジローと共同生活。
1947年、この頃は陶器製作をしていた。

### 晩年

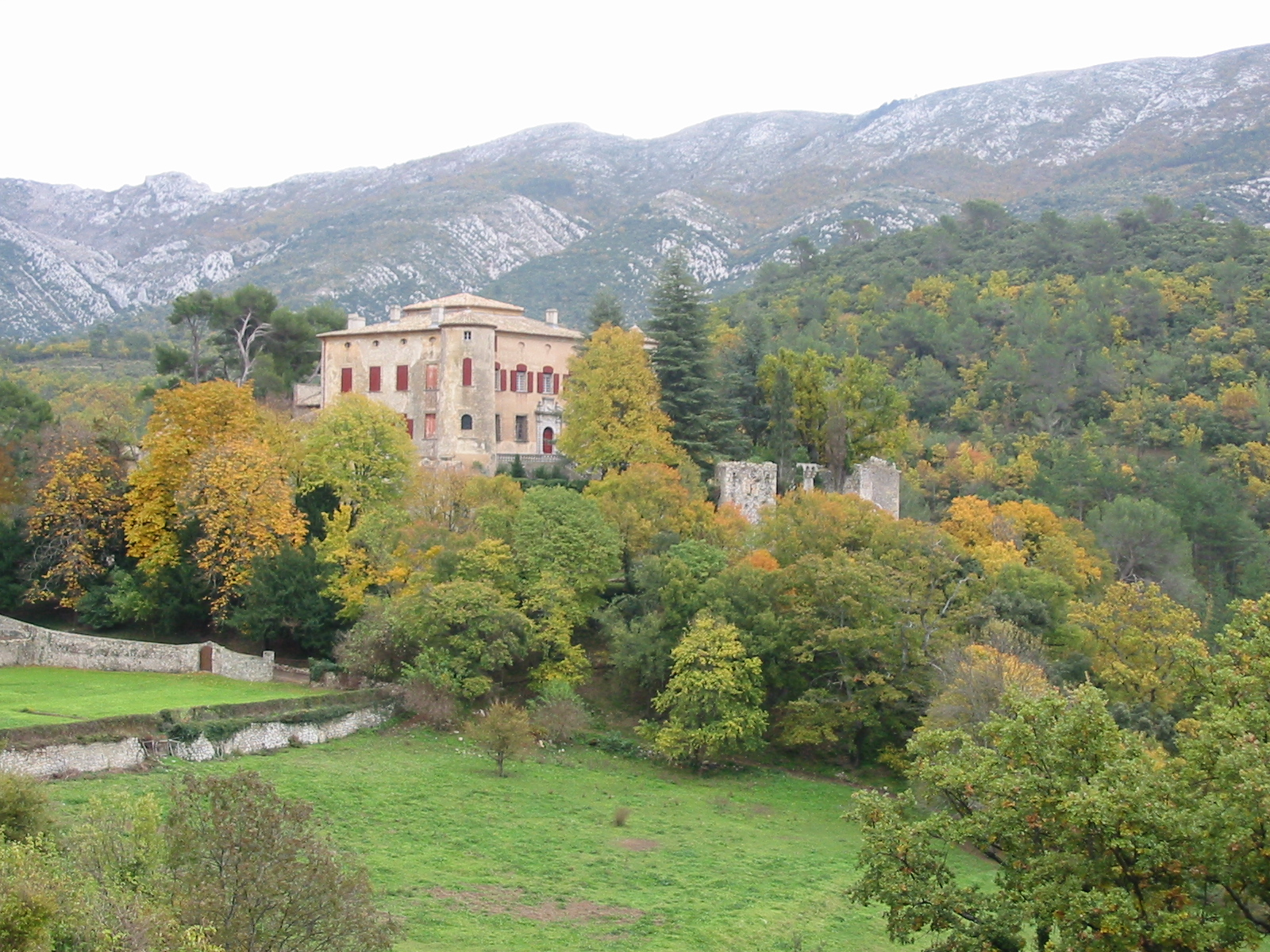
ピカソの埋葬されたヴォーヴナルグ城

1950年代、ピカソは過去の巨匠の作品をアレンジして新たな作品を描くという仕事を始めた。有名なのは、ディエゴ・ベラスケスの『ラス・メニーナス』をもとにした連作である。ほかにゴヤ、プッサン、マネ、クールベ、ドラクロワでも同様の仕事をしている。
1951年、『朝鮮の虐殺』製作。
1952年、『戦争と平和』のパネルを制作。
1953年、リヨン、ローマ、ミラノ、サンパウロで個展。
1954年、ジャクリーヌ・ロックと共同生活を始める。
1955年、カンヌ「ラ・カルフォルニ」に住む。妻のオルガが死去。1955年にはアンリ＝ジョルジュ・クルーゾー監督の映画『ミステリアス・ピカソ/天才の秘密』の撮影に協力した。この映画は1956年の第9回カンヌ国際映画祭で審査員特別賞を受賞、1984年にはフランス国宝に指定されている。
1958年、『イカルスの墜落』製作（パリ、ユネスコ本部）。

### 再婚後
1961年、ジャクリーヌ・ロックと結婚。
1964年、日本、カナダで回顧展。1966年、パリ グラン・パレ、プティ・パレで回顧展。
1967年、シカゴで巨大彫刻『シカゴ・ピカソ』公開。
1968年、ピカソは版画に専心、半年間に347点におよぶエロティックな銅版画を制作。その中には、『しゃがむ女』や『裸婦たち』などの開脚した女性たちを描いたものがある。ピカソ本人は「この歳になってやっと子供らしい絵が描けるようになった」と言い、悪評は一切気にしなかった。晩年のピカソの作風は、のちの新表現主義に大きな影響を与えたと考えられている。ピカソは死ぬまで時代を先取りする画家であった。
1970年、アヴィニョン教皇庁で140点の新作油絵展。バルセロナのピカソ美術館開館。

### 死亡
1973年4月8日午前11時40分（日本時間午後7時40分）頃、南仏ニース近くにあるムージャンの自宅で肺水腫により死去。ヴォーヴナルグ城に埋葬された。
ピカソの死後、孤独になった妻(2人目)のジャクリーヌは、1986年、59歳のときに銃で自殺している。
ジョルジュ・ブラックとともに、キュビスムの創始者として知られる。生涯におよそ1万3500点の油絵と素描、10万点の版画、3万4000点の挿絵、300点の彫刻と陶器を制作し、最も多作な美術家であると『ギネスブック』に記されている。

## 来歴
ピカソは作風がめまぐるしく変化した画家として有名であり、それぞれの時期が「◯◯の時代」と呼ばれている。以下がよく知られている。
青の時代（1901年 - 1904年）
19歳のとき、親友のカサヘマスが自殺したことに大きなショックを受け、鬱屈した心象を、無機顔料のプロシア青を基調に使い、盲人、娼婦、乞食など社会の底辺に生きる人々を題材にした作品群を描いた。現在「青の時代」という言葉は、孤独で不安な青春時代を表す一般名詞のようになっている。
薔薇色の時代（1904年 - 1906年）
フェルナンド・オリヴィエという恋人を得て、明るい色調でサーカスの芸人、家族、兄弟、少女、少年などを描いた。薔薇色の時代の代表作『パイプを持つ少年』の少年はピカソの油彩作品のデッサンのためにピカソのアトリエにボランティアで来ていた10代のモデルだったとされている。.他にも『玉乗りの少女』、『オ・ラパン・アジル』、『サルタンバンクの一家』、『軽業師の家族と猿』、『曲芸師と幼いアルルカン』、『花のバスケットを持つ裸の少女』、『ガートルード・スタインの肖像』、『馬を引く少年』等がある。
アフリカ彫刻の時代（1906年 - 1908年）
アフリカ彫刻や古代イベリア彫刻の影響を強く受けた時代。1907年に、キュビスムの端緒となる『アビニヨンの娘たち』が生まれた。
プロトキュビスムの時代（1907年 - 1908年）
1908年にはアフリカ彫刻の影響が色濃く現れながらも、プロトキュビスム（初期キュビスム）が確立され始める。ポール・セザンヌの影響も強くうかがえることから、セザンヌ的キュビスムということもある。1909年5月、ピカソはフェルナンド・オリヴィエとともにパリからバルセロナへ向かい、家族や友人と再会したのちオルタ・デ・エブロへ向かう。6月初旬から9月までのオルタ滞在中、ピカソは風景や静物、そしてフェルナンドをはじめとする人物をモデルに作品を制作した。
分析的キュビスムの時代（1908年 - 1912年）
1910年後半から1911年にかけて対象の分析はさらに進む。この頃には、プロトキュビスムの時代にしばしば描かれていた風景画はほとんど描かれることはなくなり、人物や静物が主な対象となる。対象が徹底的に分解され、何が描かれているのか識別することが困難なところにまで到達する。広義的には抽象絵画ともいえるが、あくまで具象絵画である｡作品としては『オルタ・デ・エブロの工場』『ダニエル＝ヘンリー・カーンワイラーの肖像』『Femme et pot de moutarde』等がある。
総合的キュビスムの時代（1912年 - 1921年）
総合的キュビスムでは、印刷物などの紙や新聞紙、壁紙をキャンバスに直接貼り付けるコラージュ（パピエ・コレ）が導入される。これはマルセル・デュシャンのレディ・メイドの先駆である。また、分析的キュビスムの時代には抑えられていた色彩表現が復活した。1914年頃から緑を基調とした、装飾的なキュビスムを描き始める。装飾的で優雅な表現であることから、ロココ的キュビスムと呼ばれる。
新古典主義の時代（1917年 - 1925年）
1914年に勃発した第一次世界大戦のために、ジョルジュ・ブラックや友人が徴兵され、キュビスムの共同作業者や擁護者を失ったこと、バレエ・リュスとの共同制作や、それに伴う初めてのイタリア旅行で古代の都市や遺跡を訪れ、ルネサンスやバロックの名品を目にする機会が重なったことが影響して新古典主義の時代に突入する。妻オルガと息子パウロをモデルにすることが多く、どっしりと量感のある、身体に比べて大きい手足、彫刻のような肉体、額から続く高い鼻などが特徴である。
シュルレアリスム（超現実主義）の時代（1925年 - 1936年）
1925年頃にシュルレアリスムに興味を持ち、シュルレアリスムのグループ展に参加する。妻オルガに対する不満が大きく膨らんだ時期に描かれた『三人の踊り子（ダンス）』や『磔刑』などが代表作。
戦争とゲルニカ（1937年）
ナチス・ドイツ（実行したのはドイツ空軍のコンドル軍団である）がスペインのゲルニカを爆撃したことを非難する大作『ゲルニカ』や、その習作（『泣く女』など）を描いた。
ヴァロリス期（1947年 - 1953年）
陶芸家としての活動を始める。
晩年（1954年 - 1973年）
過去の巨匠の作品のオマージュを手がけたり、油彩・水彩・クレヨンなど多様な画材でカラフルかつ激しい絵を描いた。1972年には、死を予測したかのような一連の自画像を手がけた。
ピカソは仕事をしているとき以外は、一人でいることができなかった。パリ時代初期には、モンマルトルの洗濯船やモンパルナスに住む芸術家の仲間、ギヨーム・アポリネール、ガートルード・スタイン、アンドレ・ブルトンらと頻繁に会っていた。
正式な妻以外にも何人かの愛人を作った。ピカソは生涯に2回結婚し、3人の女性との間に4人の子供を作った。ピカソがパリに出て最初に付き合ったのはフェルナンド・オリヴィエだが、「青の時代」「ばら色の時代」をへて富と名声を得たピカソは、つぎにエヴァ・グールという名前で知られるマルセル・アンベール（Marcelle Humbert）と付き合った。ピカソは彼女を讃えるために、作品に「私はエヴァを愛す (J’ AIME EVA)」、「私の素敵な人 (MA JOLIE)」などの言葉を書き込んだ。しかし彼女は結核を患い、1915年に亡くなった。
1916年、ピカソはセルゲイ・ディアギレフ率いるロシア・バレエ団の舞台美術を担当した（ジャン・コクトー作『パラード』）。そこでバレリーナで貴族出身のオルガ・コクローヴァと知り合い、1918年に結婚した。オルガはピカソをパリの上流階級の社交界に引き入れ、ブルジョワ趣味を教えた。二人のあいだには息子パウロ（Paulo）が生まれた。ピカソははじめのうちこそ妻に調子を合わせていたが、しだいに生来のボヘミアン気質が頭をもたげ、衝突が絶えなくなった。
1927年、ピカソは17歳のマリー・テレーズ・ワルテルと出会い、密会を始めた。ピカソはオルガと離婚しようとしたが、資産の半分を渡さねばならないことがわかり中止した。ピカソとオルガは1935年に別居したが、結婚そのものは1955年にオルガが亡くなるまで続いた。ピカソはマリー・テレーズと密会を続け、1935年に娘マヤ（Maya）が生まれた。
またピカソは1936年から1945年まで、カメラマンで画家のドラ・マールと愛人関係をもった。彼女はピカソ芸術のよき理解者でもあり、『ゲルニカ』の制作過程を写真に記録している。
1943年、ピカソは21歳の画学生フランソワーズ・ジローと出会い、1946年から同棲生活を始めた。そしてクロードとパロマが生まれた。しかし、フランソワーズはピカソの支配欲の強さと嗜虐癖に愛想をつかし、1953年、2人の子を連れてピカソのもとを去り、他の男性と結婚した。このことはピカソに大きな打撃を与えた。フランソワーズはピカソを捨てた唯一の女性と言われている。
しかしピカソはすぐ次の愛人ジャクリーヌ・ロックを見つけた。彼女は南仏ヴァロリスの陶器工房で働いていたところをピカソに見そめられ、1961年に結婚した。しかし、この結婚は、ピカソのフランソワーズに対する意趣返しという目的が隠されていたと言われている。当時フランソワーズはクロードとパロマの認知を得る努力をしていたので、ピカソはフランソワーズに「結婚を解消すれば、入籍してあげてもいい」と誘いかけた。これに乗ってフランソワーズが相手と協議離婚すると、ピカソは既にジャクリーヌ・ロックと結婚していた。
このころピカソは、ジャン・コクトー監督の映画『オルフェの遺言』（1960年）に、自身の役でカメオ出演している。
ピカソが1973年に死去した際、孫にあたるパブリート(パウロの長男)は、ジャクリーヌに祖父の葬儀へ参列することを拒否されたことを苦に自殺した。またパウロは酒と麻薬に溺れて身体を壊し、1975年に死亡した。ピカソの遺産は後妻のジャクリーヌが3割、早逝した先妻オルガと長男パウロの取り分4割を、パウロの子供であるベルナールとマリーナが2割ずつ、非嫡出子であるマヤとクロードとパロマは1割ずつで分けられた。
ピカソの死から年月は経るが、マリー・テレーズとジャクリーヌ・ロックは後に自殺している。フランソワーズ・ジローは、2021年11月26日に100歳の誕生日を迎えてからも画家として旺盛な創作を続け、2023年6月6日に101歳で死去した（2010年に東京で日本初の個展を開催）。ピカソの孫にあたるマリーナ(Marina、パウロの長女）の著書には、「いいおじいちゃんになる方法を教えてあげられれば良かった」という言葉がある。

## 人物と思想
第一次世界大戦、スペイン内戦、第二次世界大戦という3つの戦争に、ピカソは積極的に関わらなかった。フランスの2度にわたる対ドイツ戦争では、スペイン人であるピカソは招集されずにすんだ。スペイン内戦では、ピカソはフランコとファシズムに対する怒りを作品で表現したが、スペインに帰国して共和国市民軍に身を投じることはしなかった。ピカソは青年時代にも、カタルーニャの独立運動のメンバーたちと付き合った。また、ピカソはアナーキスト的資質もあったといわれるが、実際にアナーキストとして活動をすることはなかった。
スペイン内戦中の1937年、バスク地方の小都市ゲルニカがフランコの依頼によりドイツ空軍遠征隊「コンドル軍団」に空爆され、多くの死傷者を出した。この事件をモチーフに、ピカソは有名な『ゲルニカ』を制作した。死んだ子を抱いて泣き叫ぶ母親、天に救いを求める人、狂ったように嘶く馬などが強い印象を与える縦3.5m・横7.8mのモノトーンの大作であり、同年のパリ万国博覧会のスペイン館で公開された。ピカソはのちにパリを占領したドイツ国防軍の将校から「『ゲルニカ』を描いたのはあなたですか」と問われるたび、「いや、あなたたちだ」と答え、同作品の絵葉書を土産として持たせたという。
スペイン内戦がフランコのファシスト側の勝利で終わると、ピカソは自ら追放者となって死ぬまでフランコ政権と対立した。『ゲルニカ』は長くアメリカのニューヨーク近代美術館に預けられていたが、ピカソとフランコがともに没し、王政復古しスペインの民主化が進んだ1981年、遺族とアメリカ政府の決定によりスペイン国民に返された。現在はマドリードのソフィア王妃芸術センターに展示されている。
1940年にパリがナチス・ドイツに占領され、親独派政権（ヴィシー政権）が成立した後も、ピカソはパリにとどまった。このことが戦後にピカソの名声を高める要因になった（多くの芸術家たちが当時アメリカ合衆国に移住していた）。しかし本人はただ面倒だったからだとのちに述べている。ヴィシー政権はピカソが絵を公開することを禁じたため、ひたすらアトリエで制作して過ごした。ヴィシー政権は資源不足を理由にブロンズ塑像の制作を禁止したが、レジスタンス（地下抵抗組織）が密かにピカソに材料を提供したので、制作を続けることができた。
1944年、ピカソは友人らの勧めはあったにせよ、自らの意志でフランス共産党に入党し、死ぬまで党員であり続けた。何かとピカソの共産主義思想を否定したがる人に対し「自分が共産主義者で自分の絵は共産主義者の絵」と言い返したエピソードは有名である。しかし、友人のルイ・アラゴンの依頼で描いた『スターリンの肖像』（1953年）が批判されるなど、幾多のトラブルを経験した。1950年にスターリン平和賞を受賞し、1962年にレーニン平和賞を受賞した。

## 死後

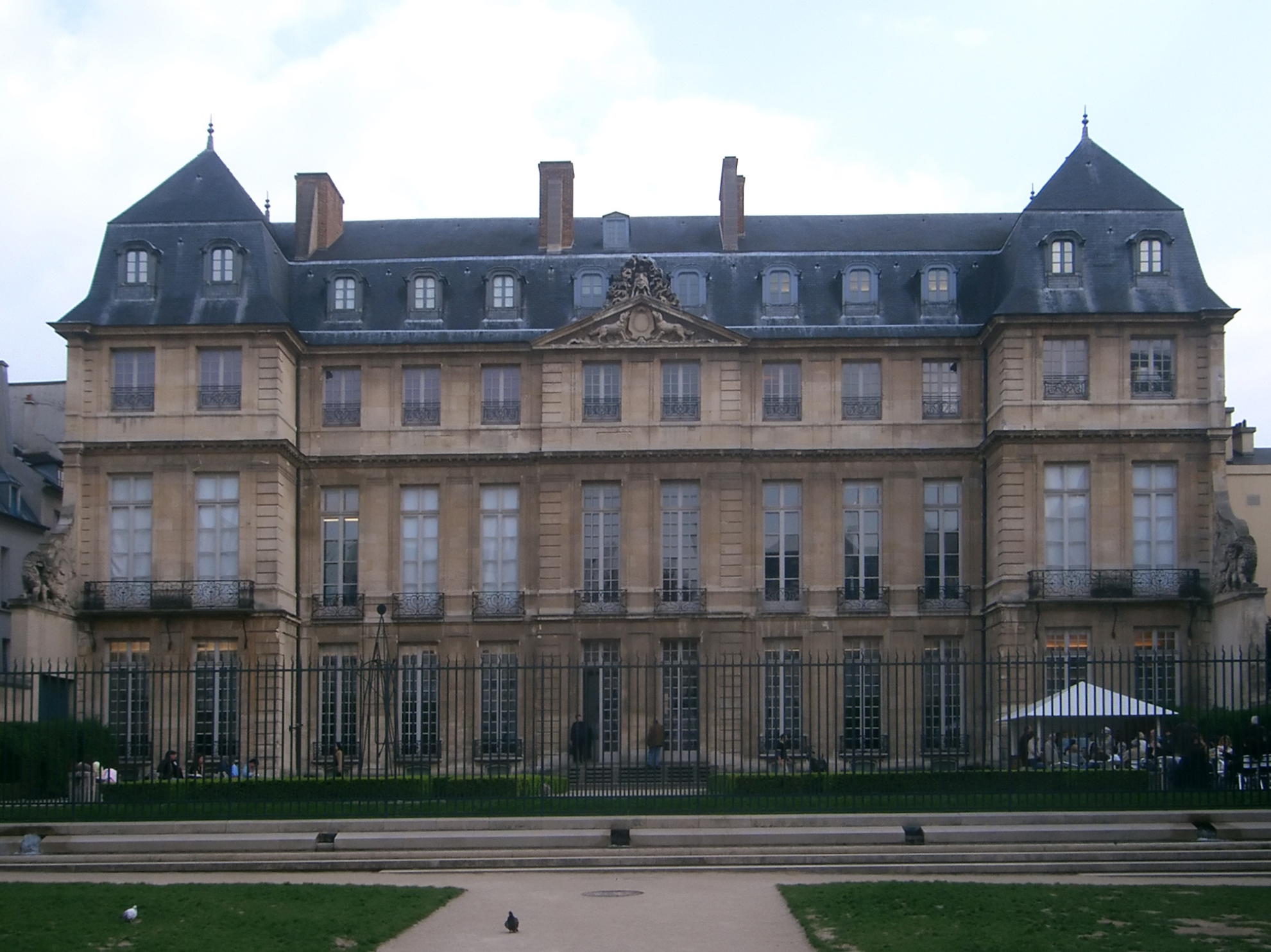
ピカソ美術館（パリ）

ピカソは非常に多作な作家であり、世界中の多くの美術館がピカソの作品を保有している。ピカソの名を冠する美術館だけでも、まず生まれ育ったスペインではバルセロナに1963年にピカソ美術館 (バルセロナ)が開館し、2003年には遺族がピカソの出身地であるスペインのマラガにピカソ美術館 (マラガ)を開館した。
ピカソは1973年の死の時点で、多数の作品を手元に残していた。また友人の画家（アンリ・マティスなど）の作品を交換や購入によって相当数持っていた。フランス政府は遺族から相続税としてこれらの作品を徴収し、1985年に国立ピカソ美術館を開館した。一作家の美術館としては世界最大の規模を誇るもので、ピカソの作品だけで油絵251点、彫刻と陶器160点、紙に描かれた作品3,000点を所蔵している。
このほか、アンティーブにピカソ美術館 (アンティーブ)、カンヌ近郊のヴァロリスにピカソ美術館 (ヴァロリス)が存在し、パリと合わせてフランスには合計3つのピカソ美術館が存在する。
1996年、映画『サバイビング・ピカソ』が公開された。フランソワーズ・ジローとピカソの関係を描いたもので、アンソニー・ホプキンスがピカソを演じた。

### オークション落札額の推移
2004年、ニューヨークのサザビーズの競売で、ピカソの『パイプを持つ少年』（1905年）が1億416万8000ドル（約118億円）で落札され、絵画取り引きの最高額を更新した。2006年5月には、同じくサザビーズの競売で『ドラ・マールの肖像』（1941年）が9521万6000ドル（約108億円）で落札された。
2010年5月4日、ピカソの『ヌード、観葉植物と胸像』がニューヨークのクリスティーズで約1億650万ドル（約101億円）で落札され、最高額を更新した。ロサンゼルスの収集家が1950年代に購入した作品で事前予想でも8000万ドル以上と予想されていた。それまで（2010年2月当時）の最高額はアルベルト・ジャコメッティのブロンズ像『歩く男』の約1億430万ドルだった。
2006年10月、ラスベガスのホテル王で美術品収集家としても知られるスティーブ・ウィンが、1億3900万ドル（約165億円）で別の収集家に売却する予定だったピカソの名画「夢」に誤ってひじを食らわせ、直径約2.6cmの穴を開けてしまった。事件を目撃した友人がインターネットのブログに書き込みをして詳細が発覚した。ウィンは1997年にこの絵を4840万ドル（約58億円）で購入し、長年大切にしてきた。もうすぐお別れとなる絵の前に立ち、友人らに説明していたところ、誤って名画の真ん中に穴を開けてしまった。結局、契約はないことになり、名画は修理され、ウィンの元にとどまることになった。ウィンは穴を開けた瞬間、「何てことをしてしまったのか。でも（破ったのが）私でよかった」と話したという。
2012年7月、オランダのクンストハル美術館が所蔵していた「アルルカンの頭部」が、クロード・モネやルシアン・フロイドの絵画と共に盗難に遭う。翌年になって犯人は逮捕されたが、絵画は既に焼却されていた。
2015年5月11日には、ニューヨークのクリスティーズの競売で、ピカソの「アルジェの女たち バージョン0」が1億7936万5000ドル（約215億円）で落札され、絵画取引の最高額を更新した。
2018年5月8日、クリスティーズで『花のバスケットを持つ裸の少女』が1億1500万ドル（約125億円）で落札された。

## 家族
子供
- 1921年、息子パウロ誕生。
- 1935年、娘マリア（マヤ）誕生。
- 1947年、息子クロード誕生。
- 1949年、娘パロマ誕生。

パロマ・ピカソは著名なジュエリー・デザイナーとなり、1980年からはティファニー社のデザイナーとして活躍している。
孫
孫のマリーナにはフロリアン・ピカソというベトナムから迎えた養子がいる。ピカソの曾孫にあたる。フロリアンは、ミュージシャンとして活動している。
鳩
ピカソにはかけがえのないパートナーがいた。それは鳩である。1949年には鳩を描いたリトグラフ『鳩』を制作し、世界平和評議会のポスターに使用されるなど、世界で平和の象徴として使用された。ピカソにとって鳩は、重要な政治的シンボルであると同時に、個人的なシンボルでもあった。
また鳩は、ピカソに画家としての技術を教えた画家である父、ホセ・ルイス・イ・ブラスコのことを思い出させるものだった。父は、1880年代にピカソが幼少期を過ごしたマラガの家で鳩を描いていた。
1955年に南フランスのカンヌに移り住んだピカソは、自宅に鳩舎を建てた。1957年、ピカソは鳩に囲まれた開いた窓を描いた『スタジオ（鳩・ベラスケス）』を描いた。
幼い頃から鳩が大好きだったピカソにとって、鳩は生涯の友であり、重要なモチーフでもあった。アトリエには妻さえ入れなかったが、鳩は特別に入れていた。『鳩』を描いた1949年にフランソワーズ・ジローとの間に生まれた娘には、スペイン語で鳩を意味する「パロマ」と名付けた。

## 語録
- 「労働者が仕事をするように、芸術家も仕事をするべきだ」
- 「誰でも子供のときは芸術家であるが、問題は大人になっても芸術家でいられるかどうかである」
- 「ようやく子どものような絵が描けるようになった。ここまで来るのにずいぶん時間がかかったものだ」
- 「スペイン内戦は、スペイン人民と自由に対して、反動勢力が仕掛けた戦争である。私の芸術家としての生涯は反動勢力に対する絶え間なき闘争以外の何物でもなかった。私が反動勢力すなわち死に対して賛成できるなどと誰が考えることができようか。私は「ゲルニカ」と名付ける現在制作中の作品において、スペインを苦痛と死の中に沈めてしまったファシズムに対する嫌悪をはっきりと表明する。」（「ゲルニカ」制作時の声明より）

## 名前
ピカソの本名は、聖人や縁者の名前を並べた長いもので、出生証明書によると、下記のとおりである。
本名
「Pablo Diego José Francisco de Paula Juan Nepomuceno Cipriano de la Santísima Trinidad Ruiz y Picasso」
（パブロ・ディエゴ・ホセ・フランシスコ・デ・パウラ・ホアン・ネポムセーノ・シプリアーノ・デ・ラ・サンティシマ・トリニダード・ルイス・イ・ピカソ）
洗礼名
「Pablo Diego Jose Francisco de Paula Juan Nepomuceno Maria de los Remedios Crispin Crispiano de la Santisima Trinidad Ruiz y Picasso」
（パブロ・ディエゴ・ホセ・フランシスコ・デ・パウラ・ホアン・ネポムセーノ・マリア・デ・ロス・レメディオス・クリスピン・クリスピアーノ・デ・ラ・サンティシマ・トリニダード・ルイス・イ・ピカソ）